# Théo Le Bris
Théo Le Bris (* 1. Oktober 2002 in Rennes) ist ein französischer Fußballspieler, der bei FC Lorient spielt.

## Karriere
Le Bris begann seine fußballerische Ausbildung beim FC Lorient, wo er bis 2020 unter anderem in der Jugend spielte. 2019/20 spielte er zwölfmal für die zweite Mannschaft in der National 2. In der Folgesaison 2020/21 spielte er dort achtmal. Bei einem 2:1-Sieg über den OSC Lille am 10. September 2021 (5. Spieltag) gab er sein Profidebüt in der ersten Mannschaft in der Ligue 1. In der Spielzeit 2021/22 spielte er sowohl einige Male für die Profis als auch noch für die Zweitmannschaft.

## Familie
Sein Vater Benoît und sein Onkel Régis sind ehemalige Profifußballer.